# Tramwaje w Aarhus
Tramwaje w Aarhus − system komunikacji tramwajowej działający w duńskim mieście Aarhus w latach 1884–1971 i ponownie jako Aarhus Letbane od 21 grudnia 2017 roku.

## Historia
Pierwsze tramwaje na ulice Aarhus wyjechały w 1884 r., były to tramwaje konne, które łączyły dworzec kolejowy z rynkiem. Trakcję konną zlikwidowano w 1895 r. W 1904 r. wybudowano dwie nowe linie tramwaju elektrycznego. W 1944 r. wybuchł skład amunicji zlokalizowany tuż obok zajezdni tramwajowej, w wyniku czego zostały zniszczone wszystkie zgromadzone tramwaje silnikowe. Po wybuchu miasto zleciło odbudowę zniszczonego taboru. W 1971 r. obydwie linie zamknięto przy dużym sprzeciwie mieszkańców.
Po roku 2000 rozpoczęto prace projektowe nad powrotem sieci tramwajowej w Aarhus. Projekt nazywany Variobahn zaprojektowano jako połączenie tradycyjnej linii tramwajowej z lekką koleją miejską, do jej obsługi zamówiono w firmie Stadler 14 pojazdów typu Variobahn, które są przewidziane dla lekkiej kolei oraz 12 pojazdów typu Tango, które mają obsłużyć dwusystemowe trasy kolejowo-tramwajowe.
Ostatecznie uruchomienie sieci nastąpiło 21 grudnia 2017 roku, gdy otwarto 3-kilometrową trasę łączącą dworzec kolejowy ze szpitalem uniwersyteckim. 25 sierpnia 2018 roku otwarto odcinki do Odder i do Lisbjergskolen, a 30 kwietnia 2019 roku – trasę do Grenaa i łącznik Lisbjerg–Lystrup. Łącznie w ramach projektu przewidziano budowę 16 km nowych torowisk i przebudowę istniejących tras kolejowych do standardu lekkiej kolei, co da ok. 100-kilometrową sieć.

## Linie
Stan z 28 marca 2024 r.
- L1: Aarhus H – Lystrup – Hornslet – Ryomgård – Grenaa
- L2: Odder – Aarhus H – Universitetshospitalet – Lisbjergskolen / Lystrup

## Tabor
Stan z 28 marca 2024 r.
| Zdjęcie        | Typ               | Eksploatacja od | Liczba |
| -------------- | ----------------- | --------------- | ------ |
|                | Stadler Variobahn | 2017            | 14     |
|                | Stadler Tango     | 2017            | 12     |
| Łączna liczba: | Łączna liczba:    | Łączna liczba:  | 26     |